# Sharon Finneran
Sharon Finneran (Estados Unidos, 4 de febrero de 1946) es una nadadora estadounidense retirada especializada en pruebas de cuatro estilos, donde consiguió ser subcampeona olímpica en 1964 en los 400 metros.

## Carrera deportiva
En los Juegos Olímpicos de Tokio 1964 ganó la medalla de plata en los 400 metros estilos, con un tiempo de 5:24.1 segundos, tras su compatriota Donna de Varona que batió el récord olímpico con 5:18.7 segundos, y por delante de otra estadounidense Martha Randall (bronce con 5:24.2 segundos).
Y en los Juegos Panamericanos de 1963 celebrados en Sao Paulo ganó el oro en los 400 metros estilo libre.